# Tillie Martinussen
Tillie Martinussen (født 1980 i Nuuk) er en grønlandsk politiker. Hun er medstifter af og siden 2020 formand for Samarbejdspartiet. Hun var medlem af Inatsisartut fra 2018 til 2021.
Martinussen blev født i 1980 i Nuuk. Hendes første syv år var lykkelige år, men så opstod der problemer i barndomshjemmet som førte til at Martinussen kom på børnehjem i Danmark. Opvæksten på børnehjemmet prægede hende, og en af hendes politiske mærkesager er derfor udsatte børn og unge. Hun er dansksproget og taler ikke grønlandsk.
Hun stillede op til det grønlandske parlament Inatsisartut for Demokraterne ved valget i marts 2013 men fik kun 31 stemmer. Ved kommunalvalget i april 2013 fik hun 55 stemmer i Sermersooq Kommune. Året efter fik hun ved Inatsisartut-valget i 2014 fik hun 62 stemmer hvilket var nok til at blive 2. stedfortræder for Demokraterne. Da Demokraterne fik to ministerposter i regeringen som blev dannet efter valget, indtrådte Martinussen i Inatsisartut. Da partiet forlod regeringen i oktober 2016, måtte hun forlade parlamentet igen.
Martinussen meldte sig ud Demokraterne i december 2017, og i 2018 stiftede hun Samarbejdspartiet sammen med Michael Rosing. Ved Inatsisartut-valget i 2018, kun omkring en måned efter stiftelsen, lykkedes det Martinussen med 480 stemmer at vinde partiets eneste mandat.
I sommeren 2018 gik Michael Rosing på orlov som formand for Samarbejdspartiet, og Tillie Martinussen blev fungerende formand.
Partiet opnåede ikke at blive repræsenteret i Inatsisartut ved valget i 2021 hvor Martinussens stemmetal var faldet til 180 stemmer.
Flere medlemmer af partiet beskyldte i oktober 2020 Tillie Martinussen for at bruge af partikassen til private udgifter, hvilket hun og hovedbestyrelsen afviste. Efter en politianmeldelse for muligt misbrug af offentlige midler blev fem medlemmer, herunder partistifter Michael Rosing, ekskluderet. Få dage senere, den 20. december 2020, blev Martinussen – som havde fungerende formand siden 2018 – på partiets landsmøde uden modkandidater officielt valgt til partiformand.
Samarbejdspartiet ønskede at stille op til folketingsvalget 2022, men fik ikke lov fordi den grønlandske valglov kun tillader partier som er repræsenterede i Inatsisartut at deltage. I stedet stillede Tillie Martinussen op til Folketinget som løsgænger og fik 176 stemmer.